# Trioza inversa
Trioza inversa är en insektsart som beskrevs av Leonard D. Tuthill 1939. Trioza inversa ingår i släktet Trioza och familjen spetsbladloppor. Inga underarter finns listade i Catalogue of Life.